# Incarville
Incarville is een gemeente in het Franse departement Eure (regio Normandië). De plaats maakt deel uit van het arrondissement Les Andelys. Incarville telde op 1 januari 2022 1.352 inwoners.

## Geografie
De oppervlakte van Incarville bedroeg op 1 januari 2022 8,35 vierkante kilometer; de bevolkingsdichtheid was toen 161,9 inwoners per km².

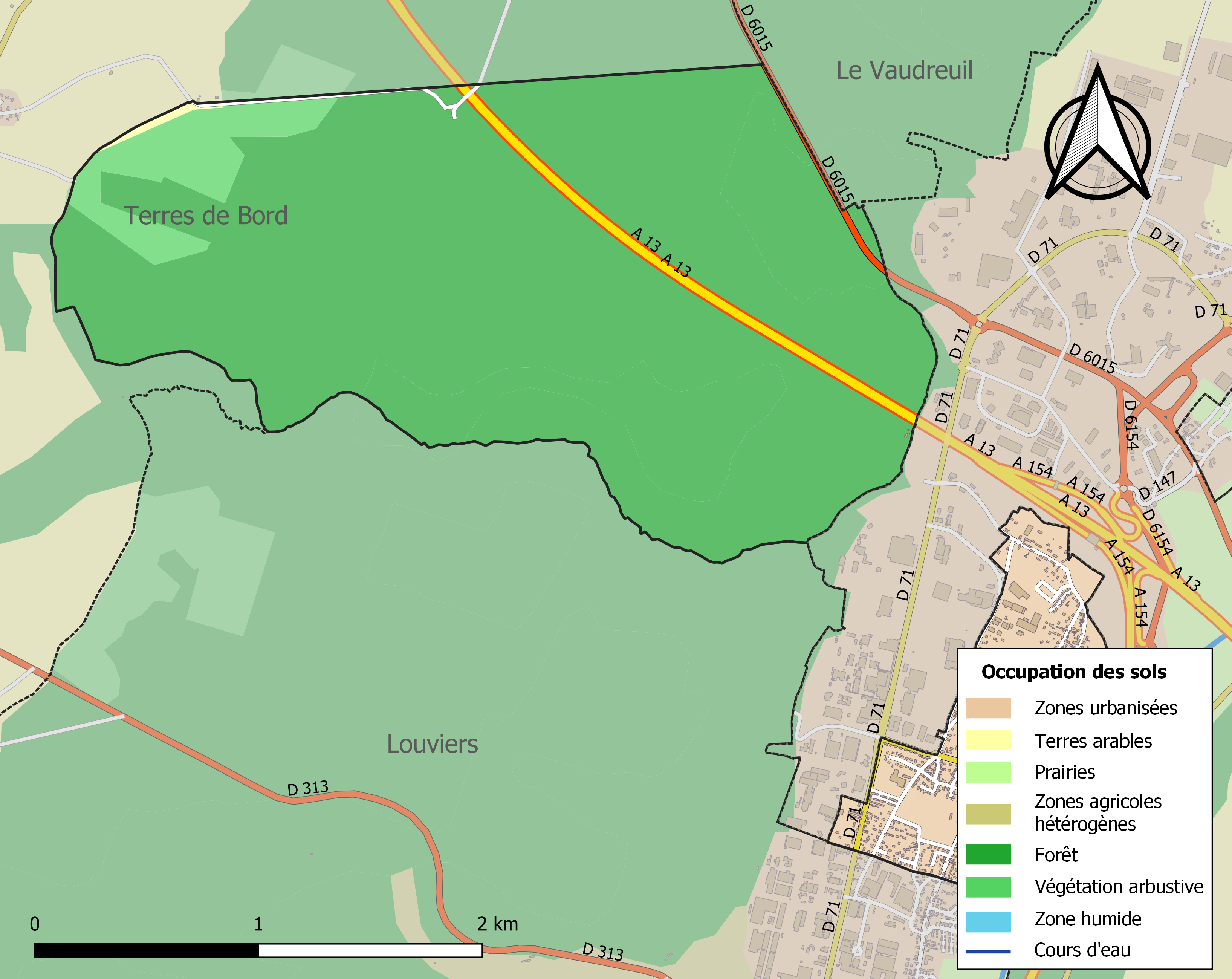
Kaart van de gemeente met belangrijkste infrastructuur, bodemgebruik en omliggende gemeenten

## Demografie
Onderstaande figuur toont het verloop van het inwonertal (bron: INSEE-tellingen).